# 东方绿舟

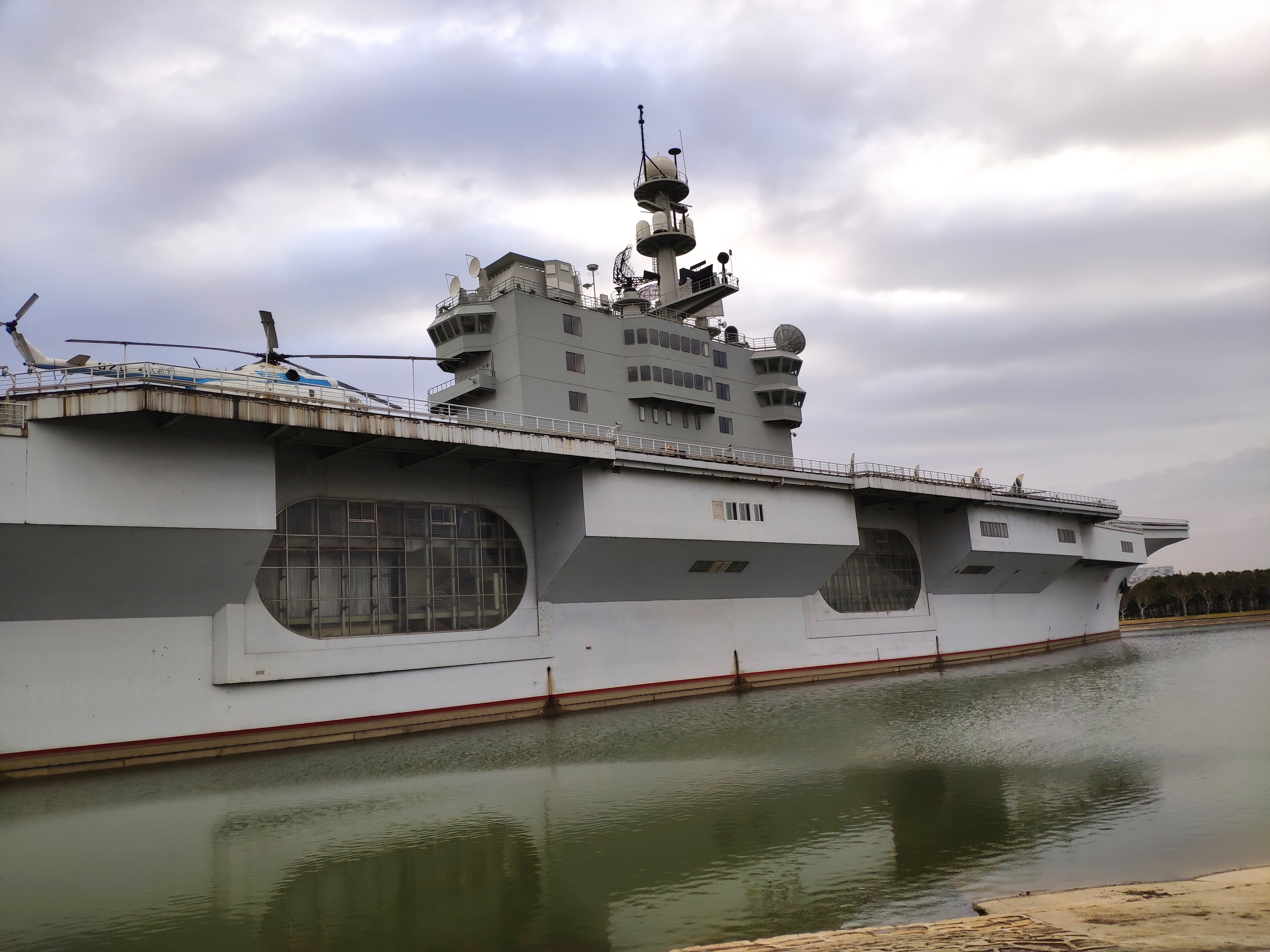
東方綠舟園內的航母模型

上海市青少年校外活动营地——东方绿舟，位于上海市青浦区，隶属于上海市教育委员会和东方明珠，是上海唯一的集拓展培训、青少年社会实践、团队活动以及休闲旅游为一体的大型公园。

## 景观
东方绿舟占地广阔，拥有以下著名景点：
- 智慧大道：一条雕塑景观道路，道路长700米，道路两侧摆放了众多中外著名科学家、思想家、教育家的雕塑。
- 仿真航空母舰：按照原比例制造的一艘仿真航空母舰，内设多种娱乐设施和航空博览馆。
- 地球村：拥有世界各地各式各样的民居建筑，兼备居住功能，可供游客或学生住宿生活。
- 求知岛：以植物知识为主要传授内容的小岛，岛上种植了数十种罕见的植物，还可以在岛上环顾湖光山色。

## 交通
- 上海地铁17号线东方绿舟站在公园的公众入口对面。